# Ingeniero de vuelo

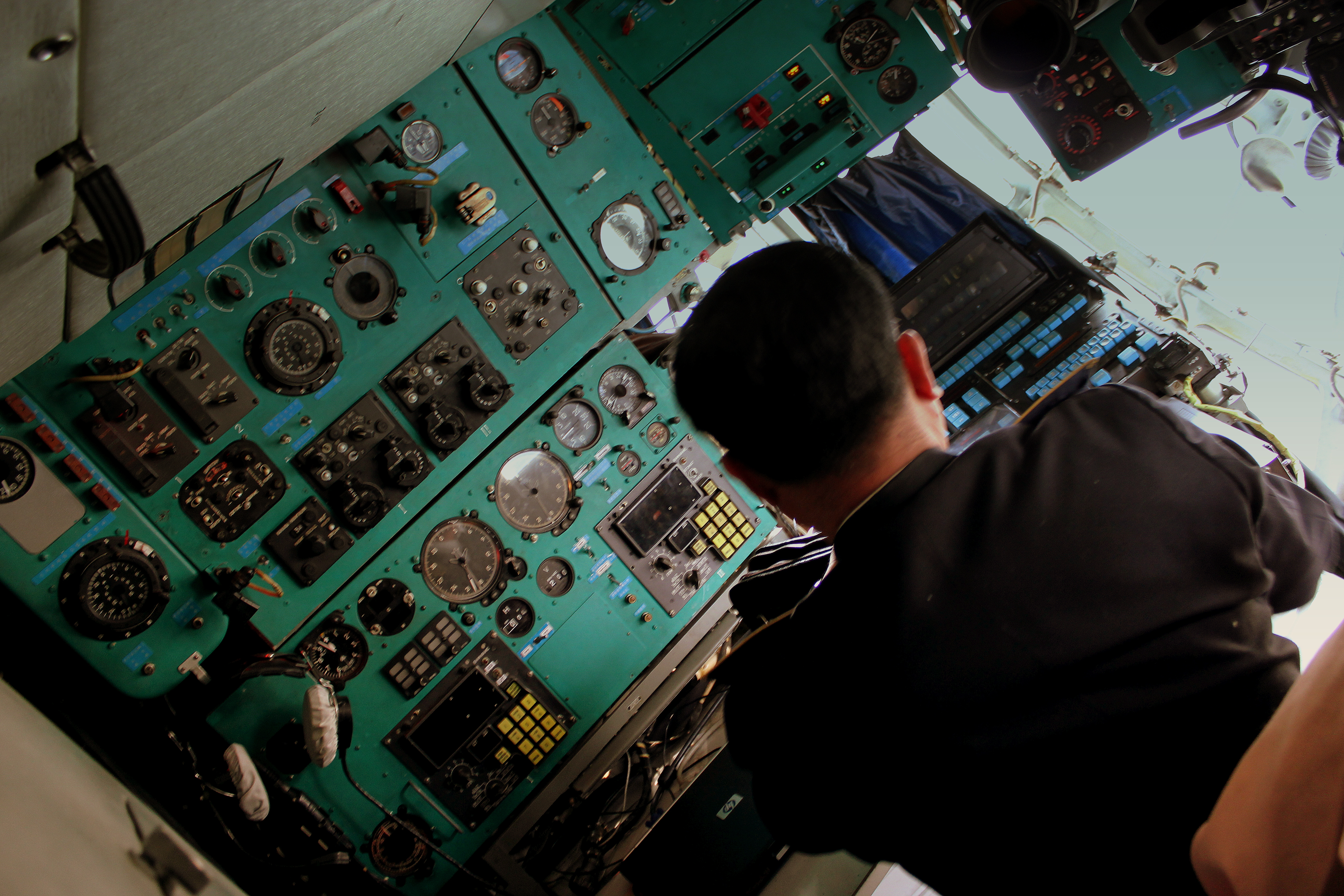
Posición de ingeniero de vuelo Air Koryo IL76 P912, en el aeropuerto de Sondok, Corea del Norte. Octubre 2012.

El ingeniero de vuelo (del inglés flight engineer) también es llamado mecánico de vuelo en los medios aeronáuticos. Desde la invención de los aviones grandes, con más de dos motores, tanto en aviones de hélice como en los de tipo jet, fue necesaria la función del ingeniero de vuelo como un tercer tripulante aéreo, además del piloto y el copiloto para la operación de vuelo de una aeronave.
El ingeniero de vuelo es el responsable de la operación de los motores, cálculos de rendimiento, control de consumo de combustible, operatividad de equipos de radio-ayudas para el vuelo, chequeo del avión antes del vuelo, la  aeronavegabilidad del aeroplano y de tener conocimiento de todo lo que se refiera al mantenimiento que se le haya efectuado o deba efectuarse. El ingeniero de vuelo asiste a los pilotos en todo lo referente al funcionamiento del avión, en vuelo y en tierra, además de ser el elemento que, durante las emergencias y en unión de uno de los pilotos, ejecutará los procedimientos para anular el problema. Dada la complejidad de la aeronáutica, se hizo necesaria la presencia en cabina de este tipo de tripulante. Los aviones con motores a reacción de segunda generación llevan a bordo al ingeniero de vuelo. El ingeniero de vuelo no desapareció con los aviones de dos motores a reacción. Sirva como ejemplo e Sud-Aviation Caravelle o el BAC 111. En España se denominó OTV. Fue hasta los años 1990 un eje del procedimiento de vuelo. Siempre estuvieron en un limbo laboral, conocidos como "segundo oficial" en la jerarquía de la aeronave.

## Eliminación

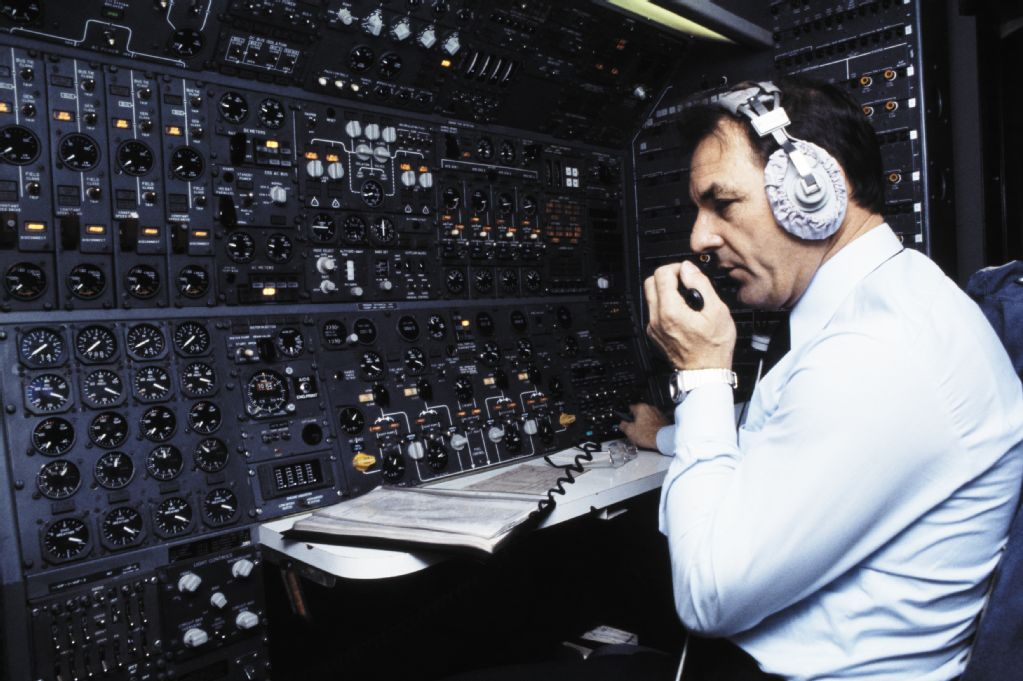
Ingeniero de vuelo en un Boeing 747-257B

Actualmente esta función ha desaparecido de los aviones modernos; no obstante, subsiste en aeronaves aún en uso como los DC-8, DC-10, Lockheed L-1011, Airbus A300, Boeing 707, Boeing 727, Tupolev Tu-154, C-130 Hercules o versiones antiguas de los Boeing 747. Gracias a la tecnología y el advenimiento de las computadoras y el software fiable, las aerolíneas comerciales han reducido sus equipos de tripulantes eliminando la posición del ingeniero de vuelo, disminuyendo así sus costos de operación gracias a la aparición de diversos tipos de sensores y electrónica de vanguardia que en combinación con las computadoras realizan estas operaciones de monitoreo y ajuste de motores, sistemas hidráulico, eléctrico y electrónico, presurización, combustible, ambiente de a bordo y desempeño, entre otros. De esta forma las nuevas generaciones de aeronaves requieren de solo dos pilotos, mientras los sensores y las computadoras de monitoreo realizan los ajustes automáticamente, efectuando en caso de emergencia las alertas correspondientes y las reacciones correctivas para restablecer las condiciones normales.